# A8 (Kroatië)
De A8/B8 is een autoweg van ongeveer 64 kilometer gelegen in het westen van Kroatië die gedeeltelijk als expresweg (autoweg) en gedeeltelijk als snelweg is uitgevoerd. De weg wordt ook wel de Učka-snelweg genoemd, omdat de weg door het Učka-gebergte voert. Doordat de weg is uitgevoerd als autoweg hebben weggebruikers te maken met tegemoetkomend verkeer. Op een klein deel van het traject wordt tol geheven.

## Verloop van het traject
De weg loopt vanaf het knooppunt Kanfanar met de A9/B9 (nabij Rovinj), door het Učka-gebergte naar de plaats Matulji bij de havenstad Rijeka, alwaar de weg aansluit op de A7.

## Istrische Y
De weg maakt onderdeel uit van de Istrische Y. De Istrische Y wordt zo genoemd omdat de autowegen A9/B9 en de A8/B8 op de kaart gezien een Y vormen met het knooppunt Kanfanar, waar beide snelwegen bij elkaar komen, in het centrum.

## Učka-Tunnel
De Učka-Tunnel is een onderdeel van de A8/B8, die gelegen is in het Učka-gebergte. De tunnel is ongeveer 5 kilometer lang en heeft slechts één tunnelbuis. Voor het gebruik van de tunnel wordt tol geheven. Op 17 december 2020 werd begonnen met de bouw van een extra tunnelbuis zodat het verkeer geen last meer heeft van tegenliggers. 

## Beheer en uitbouw
De weg wordt beheerd door Bina-Istra d.d., dat is ook de organisatie die de tol heft. Indien er meer dan 10.000 voertuigen per dag gebruik gaan maken van deze weg zal Bina-Istra d.d. de weg verbreden tot een volwaardige autosnelweg. De verwachting is dat dit al binnen een aantal jaar zal gebeuren, aangezien de weg een druk bereden route is.